# La Haia
La Haia (en neerlandès  Den Haag (?·pàg.) o  s-Gravenhage (?·pàg.)) és una ciutat de l'oest dels Països Baixos, dels quals és seu del govern, però no capital (que és Amsterdam). És a més capital de la província d'Holanda del Sud. Limita al nord-oest amb Wassenaar, a l'est amb Leidschendam-Voorburg i Pijnacker-Nootdorp, al sud-est amb Westland, al sud amb Delft i al sud-est amb Rijswijk.
El municipi té una superfície de 98,20 km² (dels quals 82,43 km² corresponen a terra i els restants 15,77 a aigua) i una població de 485.818 habitants (1 de juny del 2009). Inclou entre altres l'antic poble mariner de Scheveningen, on hi ha un port.
La seva àrea metropolitana té uns 700.000 habitants, i representa el tercer nucli més important del Randstad després d'Amsterdam i Rotterdam.
La Haia és la seu del govern neerlandès i dels principals tribunals internacionals de les Nacions Unides. La Haia també és la residència del monarca holandès, i es poden trobar uns quants (antics) palaus reials a la ciutat. El rei Guillem Alexandre dels Països Baixos i la reina Màxima dels Països Baixos viuen al Palau Huis ten Bosch al Haagse Bos i treballen al Palau Noordeinde al centre de la ciutat. A més, hi ha dos antics palaus reials a la Haia. El Palau Kneuterdijk, construït l'any 1716, és ara la seu del Consell d'Estat dels Països Baixos, i el Palau de Lange Voorhout ara està ocupat pel Museu Escher, dedicat a l'artista gràfic holandès MC Escher.

## Nom
D'ençà de la Nova ortografia de l'IEC, la sola forma correcta en català és amb l'article ple, sense apòstrof: la Haia. El nom Den Haag (originàriament «Die Haghe») és la versió oficial més antiga. La versió més aristocràtica 's-Gravenhage («La bardissa del Graf», equivalent aproximat a Comte) fou utilitzada a partir del 1639 per analogia amb, per exemple, 's-Hertogenbosch (àlies Den Bosch). Actualment, però, el municipi empra Den Haag, en part per la internacionalització de la ciutat (seu de nombrosos organismes internacionals), que s'anomena Den Haag en alemany, The Hague en anglès, La Haye en francès o La Haya en castellà. Vol dir el clos.

## Nuclis de població

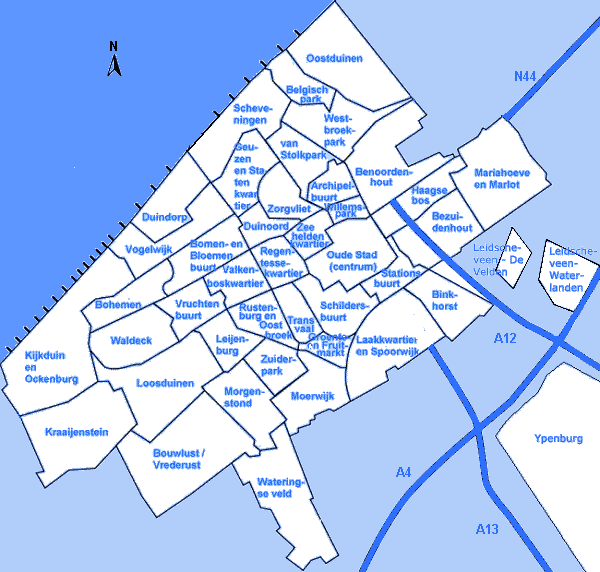
Mapa dels districtes

| Entitat de població    | Habitants   |
| ---------------------- | ----------- |
| Centrum                | uns 100.000 |
| Escamp                 | uns 108.000 |
| Haagse Hout            | uns 42.000  |
| Laak                   | uns 38.200  |
| Leidschenveen-Ypenburg | uns 40.000  |
| Loosduinen             | uns 47.500  |
| Scheveningen           | uns 56.000  |
| Segbroek               | uns 59.000  |

## Evolució de la població
| 1920    | 1990    | 2000    | 2010    | 1r gener 2021 |
| 354.987 | 444.242 | 442.356 | 495.083 | 548.320       |

- 1796: 41.300 habitants
- 1830: 56.100
- 1849: 63.600
- 1879: 113.500
- 1899: 206.000
- 1925: 394.500
- 1970: 550.000
- 1990: 440.000
- 2003: 463.800

Religions a La Haia (2015)
A l'1 de gener de 2021, la Haia tenia 549.163 habitants, la qual cosa la convertia en la tercera ciutat més gran dels Països Baixos. Entre 1800 i 1960, la ciutat va experimentar un creixement considerable de 40.000 el 1800 a 200.000 el 1900 i finalment 600.000 el 1960. El creixement posterior al 1900 va ser parcialment causat per la llei d'habitatge de 1901, que va estimular l'expansió de ciutats com la Haia. En el període comprès entre 1960 i 1980, la Haia va veure una reducció de 600.000 a 440.000 habitants, causada sobretot per la política espacial, els processos demogràfics i la manca d'espai. Després de diverses annexions i construccions d'habitatges, la Haia ha tornat a créixer, celebrant el 2011 el seu 500.000è habitant. El municipi preveu que el creixement continuï fins a una mica més de 600.000 habitants el 2030.

La piràmide de població de l'Haia el 2022

El gentilici de la Haia, en neerlandès, és Hagenaar, però el terme Hagenees s'utilitza informalment per a algú que hagi nascut o s'hagi criat a la ciutat. L'ús d'aquests gentilicis sembla estar lligat a la classe, amb Hagenaar per a la classe alta i Hagenees per a la classe baixa.

### Procedència
El 43 % de la població de la Haia té dos pares nascuts als Països Baixos, mentre que el 15,6 % té almenys un progenitor nascut a l'estranger en un país occidental i el 34,4 % té almenys un pare que va néixer a un país no occidental.

### Habitants per lloc de naixement dels pares (mare, o - si la mare és holandesa - pare)
| 2020                                  | Nombres | %      |
| ------------------------------------- | ------- | ------ |
| Tots dos pares nascuts a NL           | 242.441 | 44,42% |
| Antecedents migratoris occidentals    | 105.315 | 19,29% |
| Antecedents migratoris no occidentals | 198.082 | 36,29% |
| Surinam                               | 45.783  | 8,39%  |
| Turquia                               | 41.122  | 7,53%  |
| el Marroc                             | 32.355  | 5,93%  |
| Indonèsia                             | 17.187  | 3,15%  |
| Antilles Neerlandeses i Aruba         | 14.037  | 2,57%  |
| Total                                 | 545.838 | 100%   |

### Religió
Poc menys de la meitat de la població de la Haia s'identifica amb un grup religiós. Les dues religions més populars són el cristianisme (29 %) i l'islam (14,1 %). La religiositat és més alta entre les persones amb un origen migratori recent d'Indonèsia, Turquia, el Marroc i Surinam. L'islam és la religió més comuna entre les persones amb antecedents migratoris turcs o marroquins. Entre les persones d'herència surinamesa hi ha més diversitat religiosa, sent l'hinduisme el més comú. De la població holandesa nativa de la Haia, la majoria dels religiosos s'adhereixen al cristianisme. Poc menys del 40 % de la població de la Haia assisteix regularment a una casa de culte.

## Economia
La Haia mai ha estat un gran centre industrial, amb l'excepció del port pesquer de Scheveningen. La vida de la ciutat és dominada pel gran nombre de funcionaris que hi treballen. Gairebé tots els ministeris i organitzacions públiques es troben a la Haia, a més de diverses companyies que hi tenen a la seva seu general.
- Royal Dutch Shell, companyia d'hidrocarburs, més coneguda per la seva marca Shell
- KPN, la companyia nacional de telèfons
- AEGON, una de les més grans companyies holandeses d'assegurances
- TPG, proveïdor internacional de correu i logística

## Història

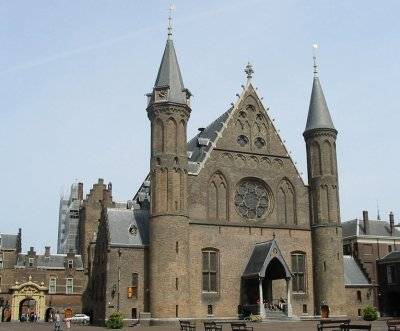
El Ridderzaal, o Sala Major al Binnenhof

A l'origen un lloc destinat a la caça, els comtes d'Holanda van utilitzar Amsterdam com centre administratiu. Den Graven Hage significa literalment vedat del comte o tancat privat del comte. El símbol de la Haia és la cigonya. La ciutat va desenvolupar-se entorn del castell de mota i pati dels comtes d'Holanda, un conjunt d'edificis històrics que subsisteix fins avui al Binnenhof, del qual l'edifici més antic, la Sala Major o Ridderzaal es va construir el 1236. Fins avui el conjunt del Binnenhof és la seu del govern. La Haia va ser declarada ciutat oficialment per les forces d'ocupació franceses el 1806, segles després que altres ciutats holandeses haguessin rebut privilegis semblants. Això ha generat la llegenda urbana que la Haia no és una ciutat sinó un poble.
Fins al segle xix la Haia era poc més que una petita ciutat. A causa del seu estatus polític no tenia muralles que la defensessin. Manca d'un gran nucli urbà com el que tenen les ciutats properes de Leiden i Delft. La Haia va començar a créixer ràpidament quan el govern va començar a ocupar un paper més important en la societat neerlandesa. La ciutat va sofrir grans danys durant la Segona Guerra Mundial. El 3 de març de 1945 la Royal Air Force va bombardejar Bezuidenhout. El seu objectiu eren els míssils V2 en un parc proper. A causa d'errors de navegació, les bombes van caure en una zona densament poblada. Més de 500 persones van morir i encara es poden contemplar les cicatrius en la ciutat. Després de la guerra, la Haia es va estendre cap al sud-oest. Les àrees afectades van ser reconstruïdes ràpidament. La població va arribar els 550.000 habitants al voltant de 1970.
Al març del 2006 l'exmandatari serbi Slobodan Milošević, que es trobava pres des del 2001, va ser trobat mort en el centre de detenció del tribunal penal a la Haia.

## Importància institucional

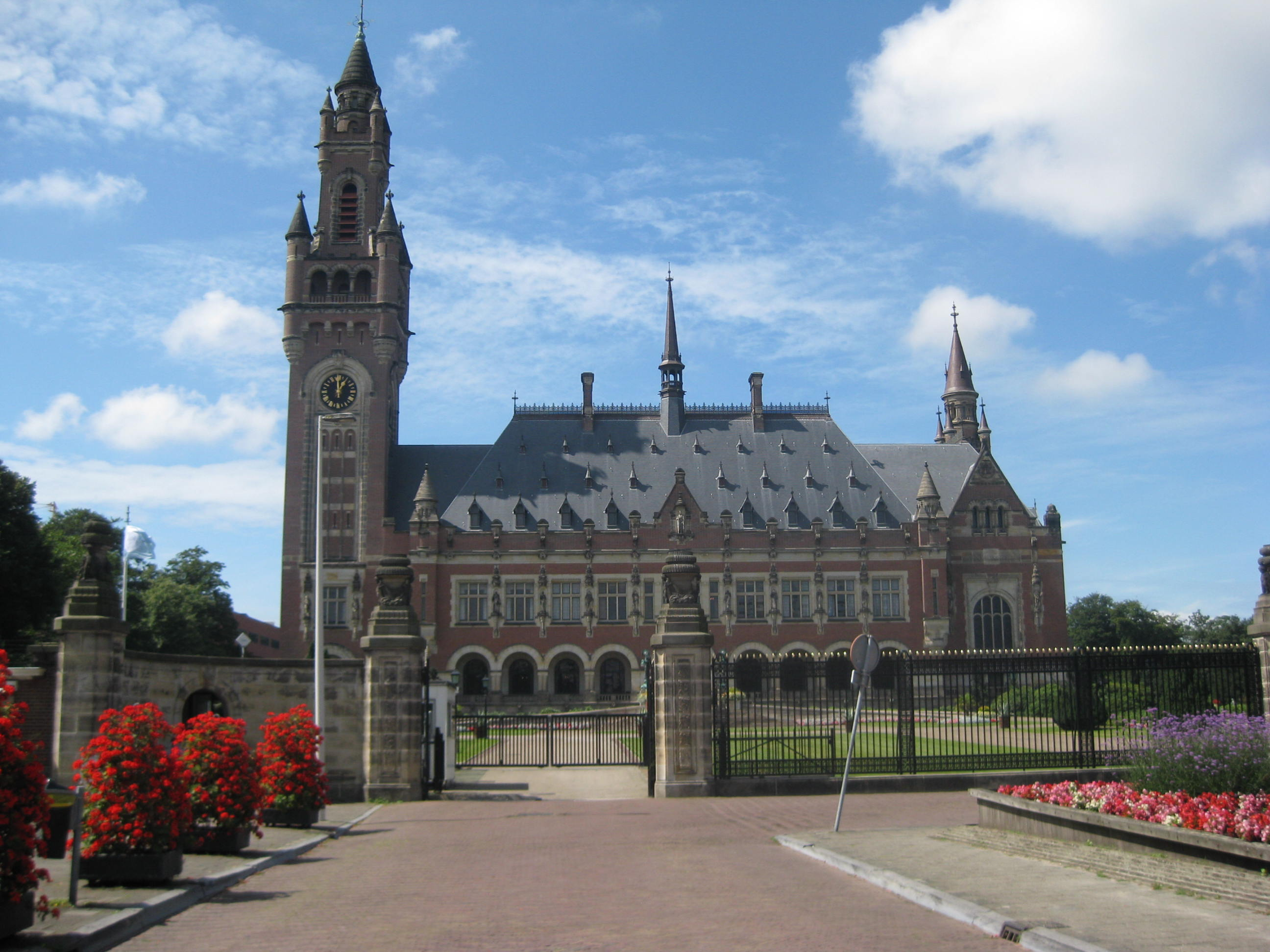
Palau de la Pau

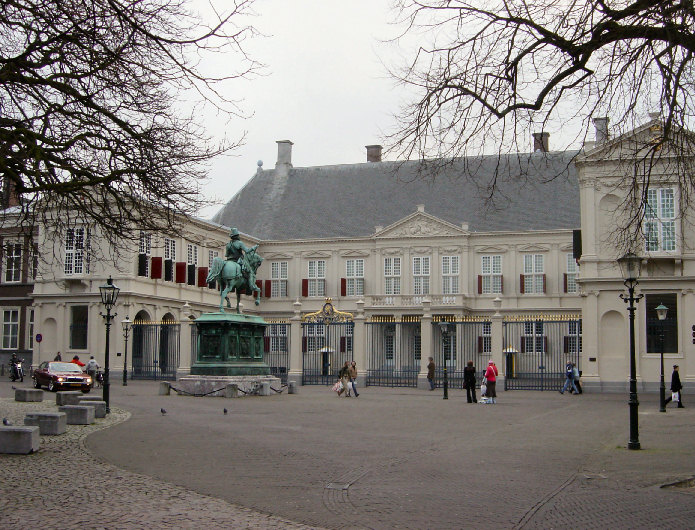
Palau Noordeinde

La Haia acull l'Erste Kamer (Senaat) i la Tweede Kamer, respectivament cambres alta i baixa, que conformen el parlament neerlandès, així com tots els ministeris i el tribunal suprem. A més és també la ciutat de residència de la Reina Beatriu. Totes les ambaixades estrangeres es troben a la Haia, així com uns quants grups de pressió i seus de multinacionals. Tanmateix la constitució neerlandesa declara Amsterdam la capital de l'estat.
La Haia és seu de diverses institucions internacionals (amb ONU entre parèntesis, les pertanyents a les Nacions Unides):
- La Cort Internacional de Justícia, situada al Vredespaleis (Palau de la Pau) (ONU).
- La Cort Penal Internacional (ONU)
- El Tribunal Penal Internacional per a l'antiga Iugoslàvia (ONU)
- L'Organització per a la prohibició de les armes químiques (ONU)
- L'Europol
- L'Acadèmia de Dret Internacional de La Haia

## Política

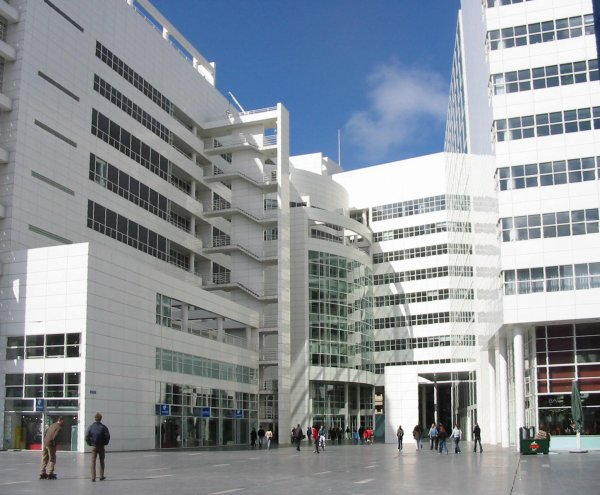
Ajuntament, anomenat Het Ijspaleis o Palau de Gel

| Partit                        | 1962 | 1966 | 1970 | 1974 | 1978 | 1982 | 1986 | 1990 | 1994 | 1998 | 2002  | 2006 |
| PvdA                          | 17   | 12   | 14   | 18   | 17   | 14   | 18   | 12   | 9    | 11   | 10    | 15   |
| VVD                           | 7    | 8    | 10   | 13   | 11   | 14   | 11   | 9    | 11   | 12   | 11    | 10   |
| CDA                           | 17   | 16   | 14   | 10   | 13   | 10   | 10   | 10   | 7    | 6    | 7     | 5    |
| SP                            | -    | -    | -    | -    | -    | -    | -    | -    | 1    | 3    | 2     | 4    |
| GL                            | 3    | 4    | 2    | 3    | 1    | 4    | 3    | 3    | 4    | 5    | 3     | 3    |
| D66                           | -    | -    | 3    | -    | 3    | 2    | 2    | 7    | 7    | 3    | 3     | 2    |
| Islam Democraten              | -    | -    | -    | -    | -    | -    | -    | -    | -    | -    | -     | 1    |
| CU/SGP                        | -    | -    | -    | -    | -    | 1    | 1    | 1    | 1    | 1    | 1 (2) | 1    |
| LPF                           | -    | -    | -    | -    | -    | -    | -    | -    | -    | -    | -     | 1    |
| Solidair Nederland            | -    | -    | -    | -    | -    | -    | -    | -    | -    | -    | -     | 1    |
| Politieke Partij Scheveningen | -    | -    | -    | -    | -    | -    | -    | -    | -    | 3    | 3 (2) | 1    |
| Haagse Stadspartij            | -    | -    | -    | -    | -    | -    | -    | -    | -    | 1    | 1     | 1    |
| Leefbaar Den Haag             | -    | -    | -    | -    | -    | -    | -    | -    | -    | -    | 4 (2) | -    |
| CP (86)/CD                    | -    | -    | -    | -    | -    | -    | -    | 3    | 5    | -    | -     | -    |
| Altres                        | 1    | 5    | 2    | 1    | -    | -    | -    | -    | -    | -    | 0 (2) | -    |
| Total                         | 45   | 45   | 45   | 45   | 45   | 45   | 45   | 45   | 45   | 45   | 45    | 45   |

## Cultura

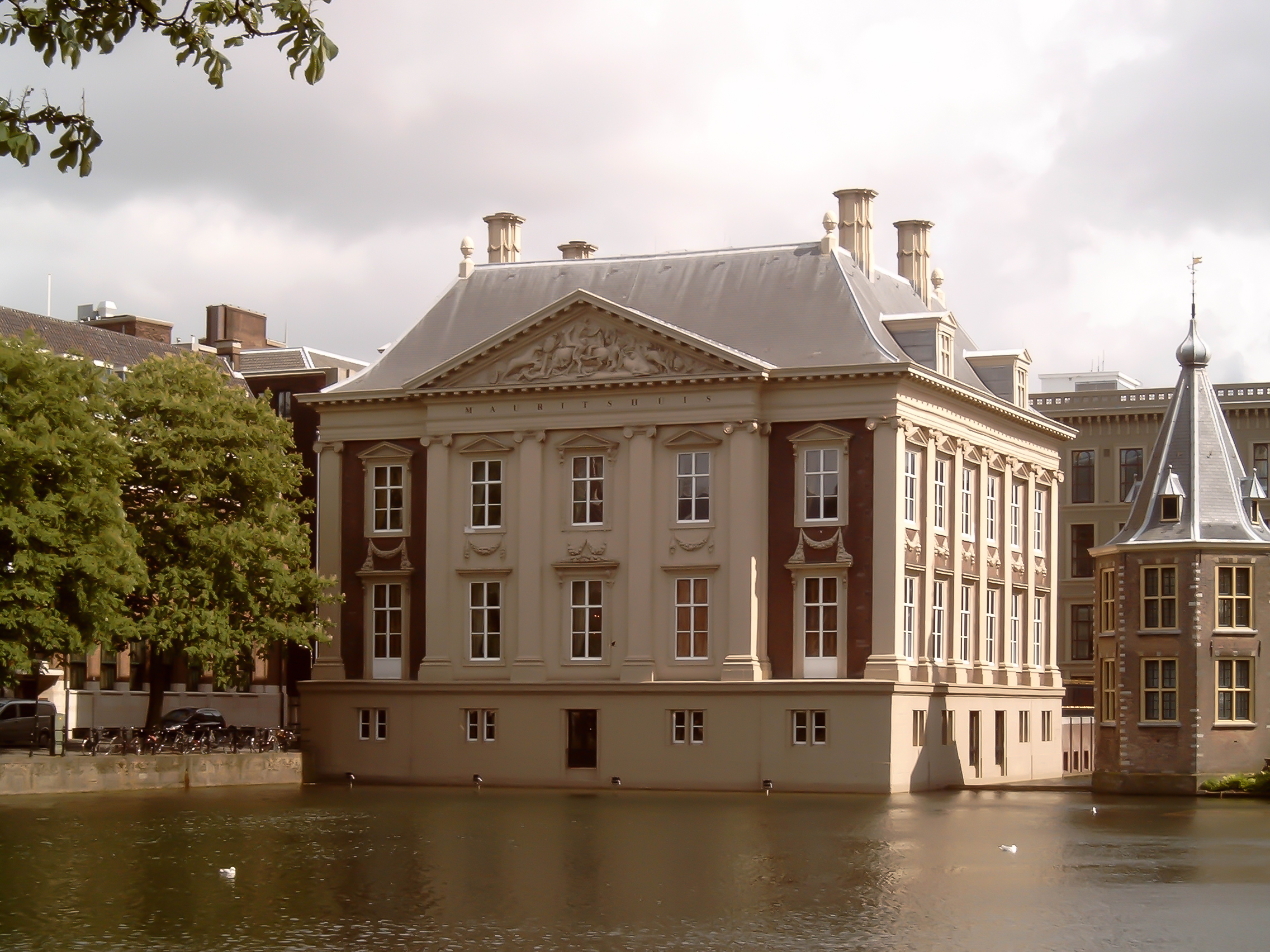
El Mauritshuis

La Haia es va originar el segle xiii al voltant del Binnenhof, i encara es considera el centre cultural de la ciutat. La vida nocturna es centra al voltant de les tres places principals del centre de la ciutat. El Plein (literalment 'plaça') és ocupat per uns quants grans cafès a les voreres on sovint es poden veure polítics. El Grote Markt (literalment 'Gran Mercat') està completament ple de cadires i taules, a l'estiu o a l'hivern. El Buitenhof (literalment 'Outer Court', situat als afores del Binnenhof) conté un cinema Pathé de sis pantalles i un grapat de bars i restaurants als voltants. Al costat del Buitenhof hi ha De Passage, el primer centre comercial cobert del país. Data de finals del segle xix, conté moltes botigues cares i especialitzades. Un dels locals de música més grans del país, Paard van Troje, es troba al centre de la Haia. Un altre local de música popular a la Haia és el Muziekcafé de Paap.
La Spuiplein és una quarta plaça moderna al centre de la ciutat, davant de la Nieuwe Kerk. A més de l’Ajuntament, aquesta també va ser la ubicació del Dr. Anton Philipszaal, seu de la Residentie Orchestra, i del Lucent Danstheater, seu de la companyia de dansa moderna Nederlands Dans Theater, de fama internacional. Aquests edificis, dissenyats per Rem Koolhaas l'any 1988, han estat enderrocats per fer espai a un nou teatre, l'Spuiforum, que acolliria els dos instituts així com el Conservatori Reial. Malgrat els esforços del municipi, el suport públic al teatre proposat segueix sent baix. Al cor del centre de la ciutat, a través dels jardins del palau, hi ha la casa de Summerschool Den Haag, una escola internacional de dansa amb professores convidades com Valentina Scaglia, Igone de Jongh i Maia Makhateli. El Koninklijke Schouwburg, seu del teatre Het Nationale, també es troba al centre de la ciutat, al Korte Voorhout. New European Ensemble és un col·lectiu de música contemporània format per músics internacionals. El conjunt té la seva base principal a la ciutat.
Scheveningen forma un segon centre cultural de la Haia, amb el seu propi cinema Pathé així com el teatre musical Circustheater encara que, sobretot a l'estiu, la major part de la vida nocturna es concentra al voltant del bulevard davant del mar amb els seus bars, restaurants i sales d'atzar. A Scheveningen es poden trobar diverses atraccions, com ara el parc en miniatura Madurodam, el museu Beelden aan Zee i un Sea Life Center.
La Haia té la seva part de museus, sobretot el Mauritshuis, situat al costat del Binnenhof, que exposa nombrosos quadres de mestres holandesos, com Johannes Vermeer, Rembrandt van Rijn i Paulus Potter. Altres museus són el museu de la ciència Museon, el museu d'art modern Kunstmuseum, el museu històric Haags Historisch Museum, el museu postal nacional Museum voor Communicatie, el Museu Bredius, el Museu Louis Couperus, el museu Beelden aan Zee a Scheveningen i el Gevangenpoort, una antiga presó allotjada en una porteria del segle XV.
Des dels primers temps, la cigonya ha estat el símbol de la Haia.
S'han rodat (parcialment) diverses pel·lícules a la Haia, com Mindhunters (2004), Hum Tum (2004), Ocean's Twelve (2004), El llibre negre (2006) i Sonny Boy (2011). Parts de la segona temporada de la sèrie de Netflix Sense8 es van rodar a La Haia. Entre els actors i cineastes destacats de La Haia hi ha Martin Koolhoven, Georgina Verbaan, Carel Struycken, Frederique van der Wal, Marwan Kenzari, Anna Drijver, Renée Soutendijk i Paul Verhoeven, que va créixer a la ciutat des de ben petit.
Resum dels centres d'interès:
- Madurodam': és una ciutat que mostra els Països Baixos en miniatura.
- Mauritshuis: pintures de Johannes Vermeer, Rembrandt van Rijn i Paulus Potter.
- Museu municipal: acull una gran col·lecció de pintures del pintor neerlandès Piet Mondrian i altres mostres d'art modern.
- Museu Escher: sobre l'artista gràfic Maurits Cornelis Escher a l'antic Palau Reial al carrer Lange Voorhout.
- Biblioteca Reial amb una col·lecció de sis milions de llibres, manuscrits i documents.
- Museu de la comunicació

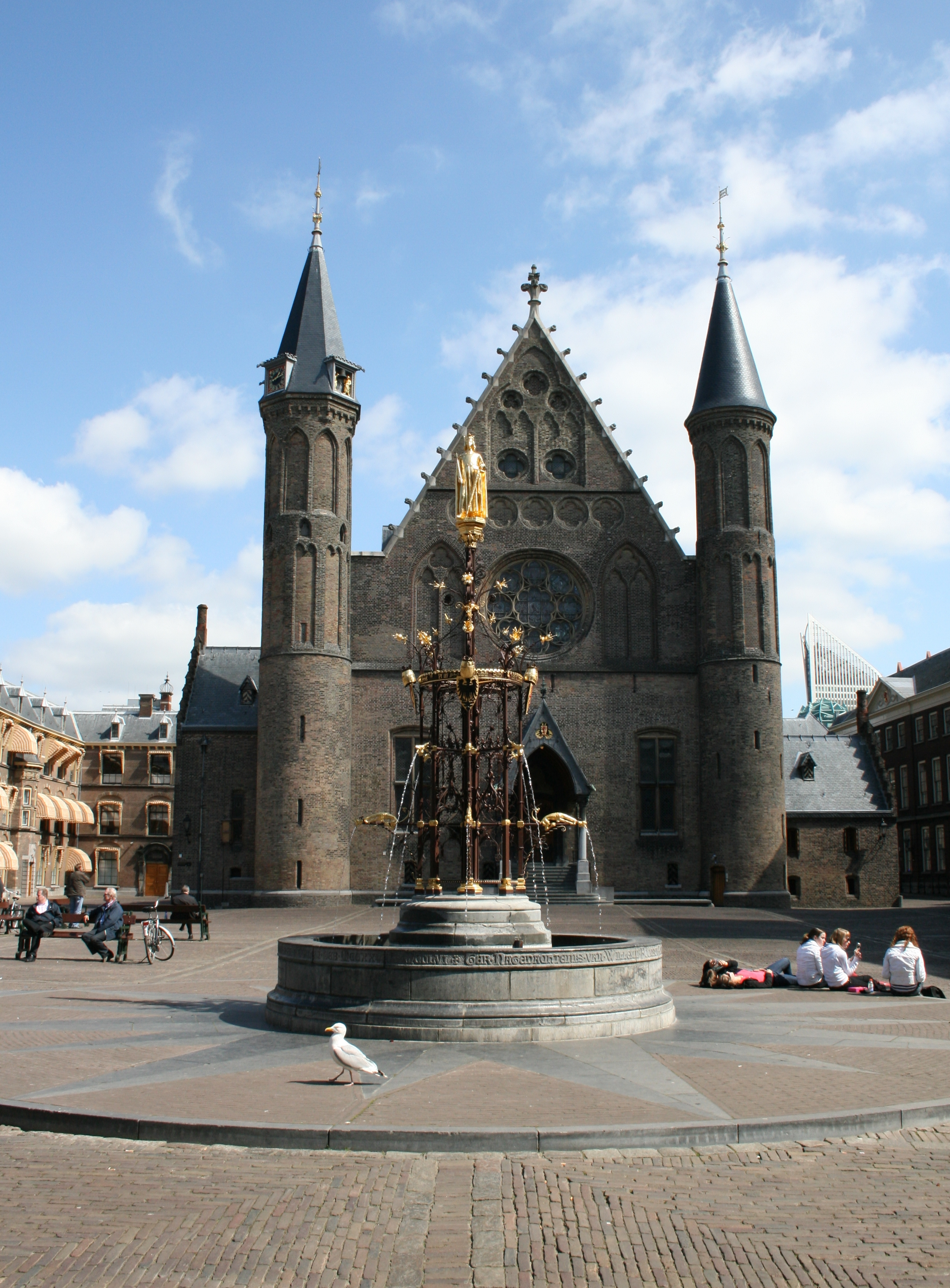
El Ridderzaal dins del Binnenhof, el centre polític dels Països Baixos
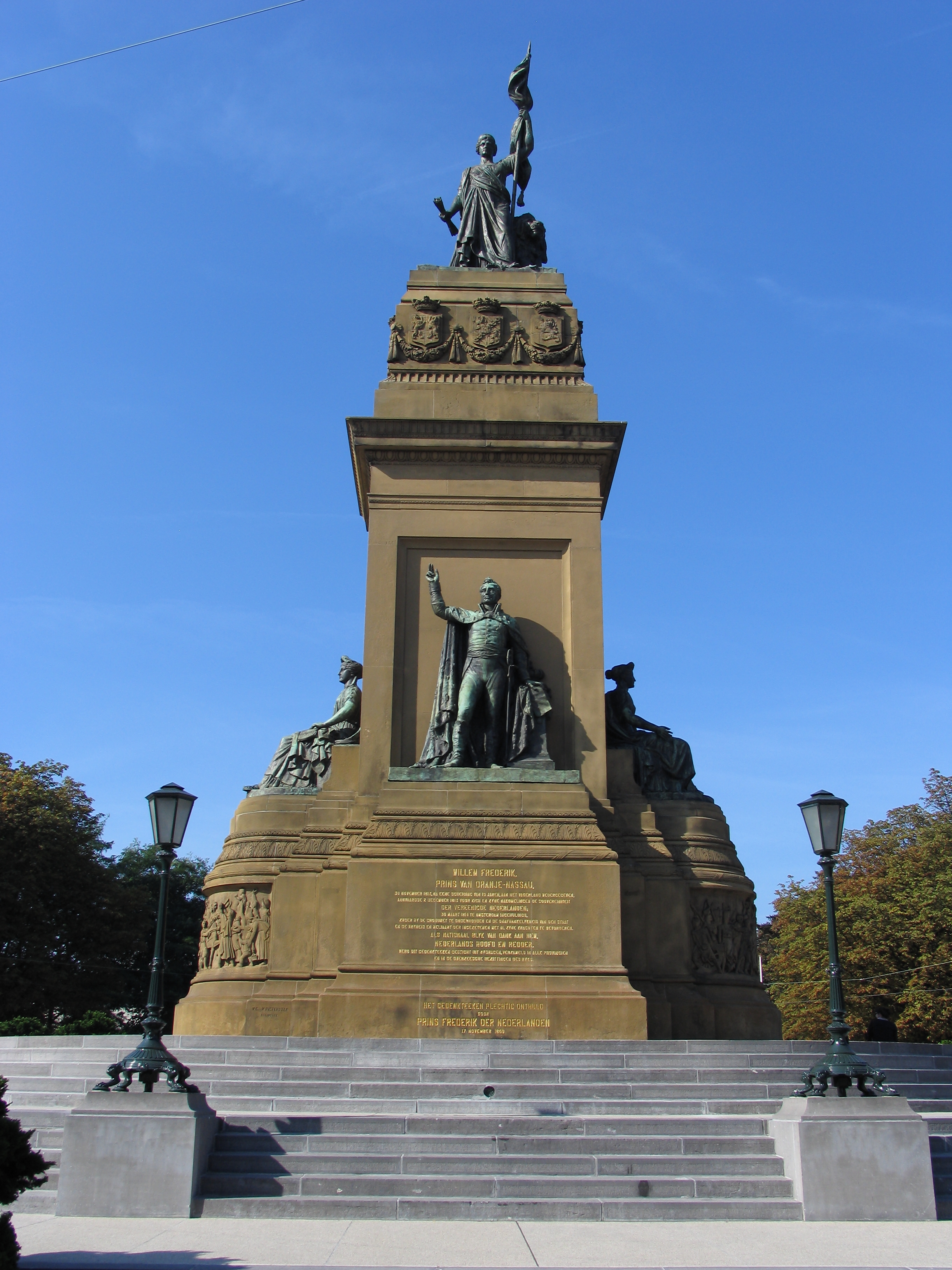
Monument commemoratiu de la fundació del Regne dels Països Baixos a Plein, 1813
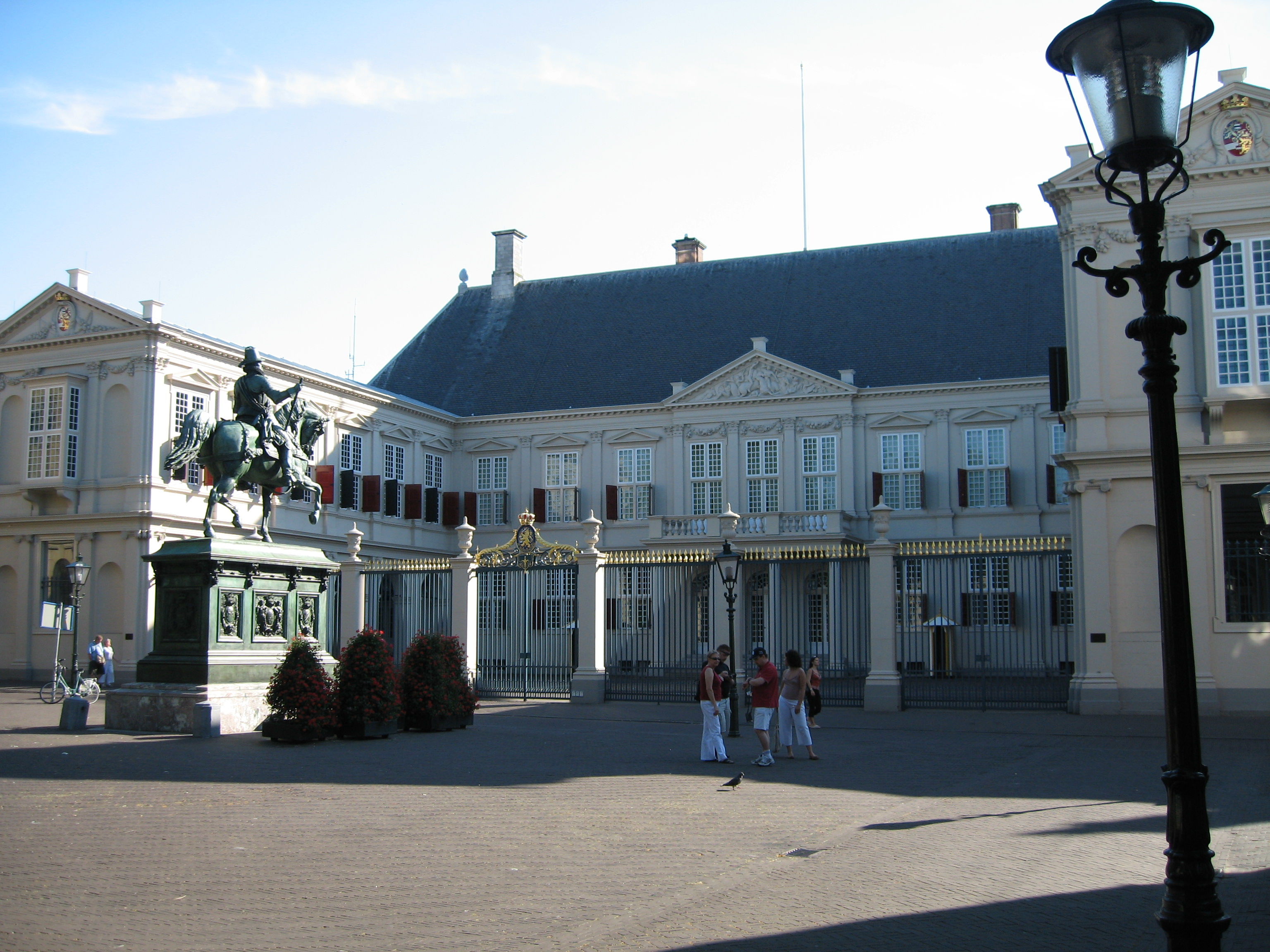
Palau Noordeinde
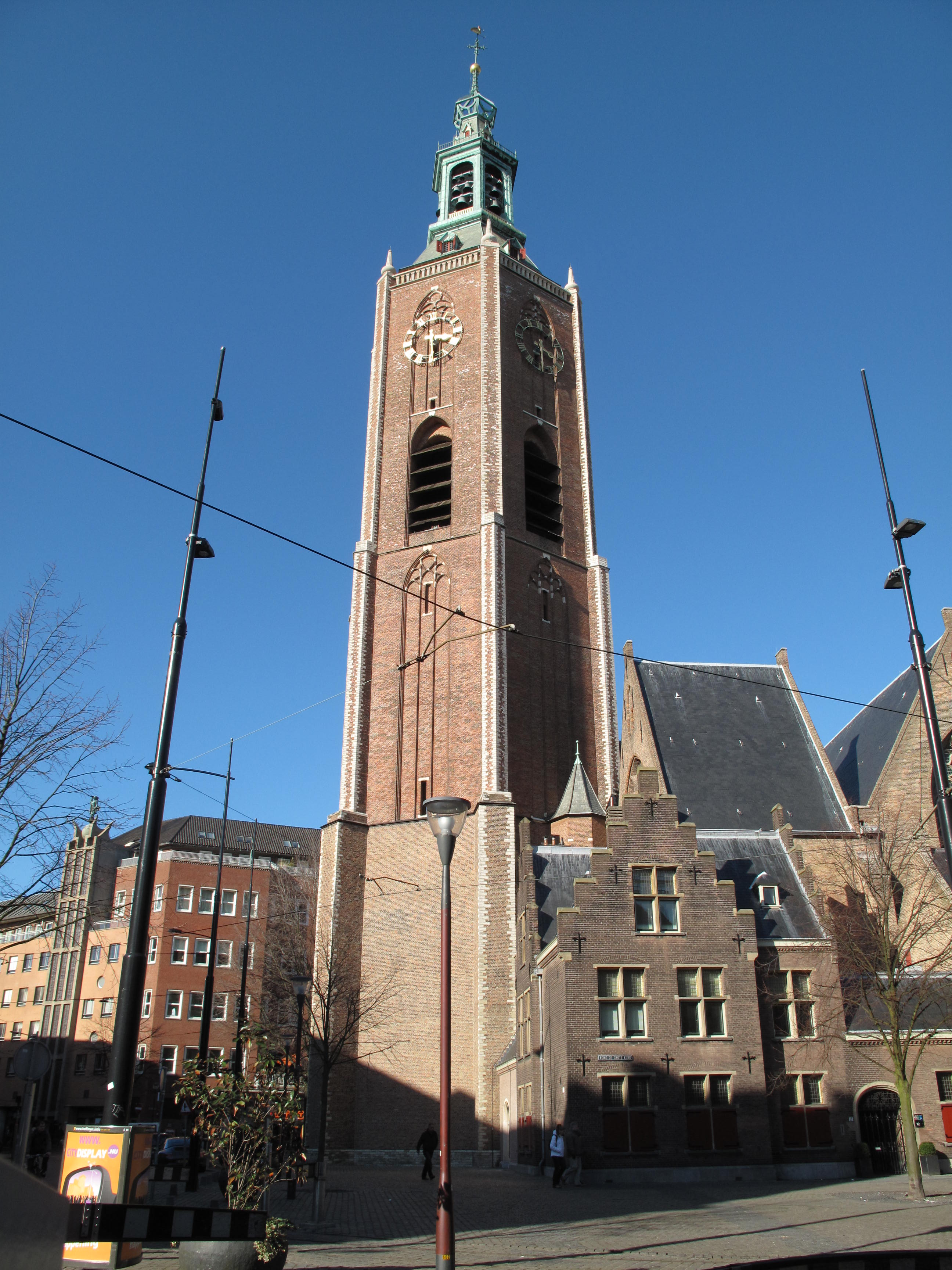
Gruta de Sint-Jacobskerk

## Agermanaments
- Betlem
- Varsòvia
- Swansea
- Juigalpa

## Personatges il·lustres
- Jason Oost, futbolista
- Theo van Gogh (1957-2004), director de cinema
- La Haia és la ciutat natal d'Abraham van Beijeren.
- Johannes Verhulst (1816-1891) compositor i director d'orquestra
- Jan Tinbergen (1903-1994), economista, Premi Nobel d'Economia de 1969.
- Nikolaas Tinbergen (1907-1988) etòleg neerlandès, Premi Nobel de Medicina o Fisiologia de l'any 1973.
- Simon van der Meer (1925 - 2011) físic, Premi Nobel de Física de l'any 1984.
- Mark Rutte (1967), actual Primer Ministre dels Països Baixos
- Christiaan Huygens (1629-1695), físic i astrònom
- Dirk Nicolaas "Dick" Advocaat (1947), jugador i entrenador de futbol